# Zollikon
Zollikon (gzu. Zolike) – miasto i gmina (Politische Gemeinde) w północnej Szwajcarii, w kantonie Zurych, w okręgu (Bezirk) Meilen. Leży nad Jeziorem Zuryskim. Jedno z najbogatszych przedmieść Zurychu.

## Demografia
W Zollikonie mieszkają 13 472 osoby. W 2021 roku 26,7% populacji gminy stanowiły osoby urodzone poza Szwajcarią.

## Transport
Przez teren miasta przebiega droga główna nr 17.